# Рубини, Серджо
Серджо Рубини (итал. Sergio Rubini; р. 21 декабря 1959) — итальянский актёр и режиссёр.

## Биография
Родился в городе Грумо-Аппула (в Апулии), после переезда в Рим работал в театре. Первую роль в кинематографе Рубини сыграл в 1985 году, через год принял участие в съёмках телевизионной драмы Casa di bambola. В 1987 году Рубини сыграл роль репортёра в «Интервью» Федерико Феллини. В 1989 году состоялся режиссёрский дебют Рубини — картина La stazione, которая завоевала премии «Давид ди Донателло» и ФИПРЕССИ. В 1992 году он сыграл в своём фильме La Bionda вместе с Настасьей Кински.

## Фильмография

### Актёр
- 1987 — Интервью / Intervista — репортёр
- 1993 — Чистая формальность / Una pura formalità
- 1997 — Нирвана / Nirvana
- 1998 — Граф Монте-Кристо / Le Comte de Monte-Cristo — Бертуччо
- 1999 — Мирка / Mirka — Хельмут
- 1999 — Талантливый мистер Рипли / Talented Mr. Ripley — инспектор Роверини
- 1999 — Бальзак / Balzac — Эжен Сю
- 2000 — Зубы / Denti − Антонио
- 2002 — Правда и ложь / La forza del passato — Джанни Орзан
- 2004 — Страсти Христовы / The Passion of the Christ — Дисмас
- 2016 — Эти дни / Questi giorni — отец Анжелы
- 2021 — История моей жены / The Story of My Wife — Кодор

### Режиссёр
- 1992 — Блондинка / La Bionda
- 2000 — Со всей любовью[итал.] / Tutto l'amore che c'è
- 2021 — Братья Де Филиппо / I Fratelli De Filippo[2]